# کالین اگلسفیلد
کالین اگلسفیلد (انگلیسی: Colin Egglesfield؛ زادهٔ ۹ فوریهٔ ۱۹۷۳) هنرپیشه اهل ایالات متحده آمریکا است.
از فیلم‌ها یا برنامه‌های تلویزیونی که وی در آن نقش داشته‌است می‌توان به دختران گیلمور، سوات، هاوایی فایو-زیرو، جاده باز، باید سگ‌ها را دوست داشت، قرض گرفته شده، زندگی اتفاق می‌افتد و رذیلت اشاره کرد.